# 中国互联网大会
中国互联网大会是由中国互联网协会主办的活动，自2002年起每年举办一次。
2002年11月25日至27日，首届中国互联网大会在上海国际会议中心举办。2014年8月26日至28日，第13届中国互联网大会在北京国际会议中心举办。